# Kazoku no Hi / Aburazemi♀(Osaka Version)-Piano・Version-
Singles de Misono
Ninin Sankyaku
(2008) Kyukon / ?cm
(2009)
Kazoku no Hi / Aburazemi♀(Osaka Version)-Piano・Version- est le 11e single de Misono sorti sous le label Avex Trax le 29 octobre 2008 au Japon. Il atteint la 23e place du classement de l'Oricon, il reste classé pendant 3 semaines, pour un total de 5 600 exemplaires vendus. Il sort en format CD et CD+DVD.
Kazoku no Hi a été utilisé comme campagne publicitaire pour Kansai Telecasting Corporation, et Aburazemi♀ a été utilisé pour l'émission Quiz! Hexagon II. Kazoku no Hi et Music Letter se trouvent sur l'album Me.

## Liste des titres
| 1. | Kazoku no Hi (家族の日)                                                                        | Misono           | George Tokoro, 井上慎二郎 | 5:24 |
| 2. | Aburazemi♀(Osaka Version)-Piano・Version- (アブラゼミ♀(大阪バージョン) -ピアノ・バージョン-)   | Shimada Shinsuke | Yuki                      | 8:25 |
| 3. | Music Letter                                                                                   | Misono           | Misono                    | 6:14 |
| 4. | Aburazemi♀(Osaka Version) -TV Size Version- (アブラゼミ♀(大阪バージョン) -ピアノ・バージョン-) |                  | Yuki, 斎藤文護, 岩室晶子  | 3:05 |
| 5. | Kazoku no Hi (instrumental) (家族の日)                                                         |                  | George Tokoro, 井上慎二郎 | 5:23 |

| 1. | Kazoku no Hi (家族の日)                                   |  |
| 2. | Misono Commentaire Vidéo (Misonoコメント映像)             |  |
| 3. | Kazoku no Hi -TV Spot 15 Seconds + 30 Seconds- (家族の日) |  |